# 若敖
若敖（？—前764年），芈姓，熊氏，名儀，熊咢之子。周平王七年（前764年）熊仪卒，被尊为“若敖”，這是楚君有谥号的開始。若敖二十年时周幽王被犬戎所杀，周东迁。秦襄公开始位列诸侯。若敖的儿子熊坎立，是为霄敖。其他儿子有鬬伯比、鬬廉。
| 前任： 父熊咢 | 楚國君主 前791年-前764年 | 繼任： 子霄敖 |